# 欧阳钦
欧阳钦（1900年—1978年5月15日），字惟亮，曾名杨清、杨文渊，湖南宁乡人，中国共产党、中华人民共和国政治人物，原副国级领导人。
在第一次国内革命战争时期，他出任湖南省军委秘书、中央军委秘书、组织科长。在第二次国内革命战争时期，他出任中共苏区中央局秘书长、瑞金工农红军学校政治部主任、红一方面军政治部组织部长、红三军团政治部组织部长、红军第六师政治部主任、红三军团供给部政治委员。中华人民共和国建立后，他先后出任旅大市委书记、市长、东北局委员、黑龙江省委第一书记、省长、东北协作区主任、东北局第二书记等。文化大革命后，在全国五届人大和五届政协会议上，当选人大常委会委员和全国政协副主席。

## 生平
欧阳钦是湖南省宁乡县大屯营镇石家湾人。幼年为孤，为外祖父母抚养，考入长沙市长郡中学，结识李富春、萧劲光、杨东莼等。此后考入北京高等法文专修馆，1919年赴法勤工俭学，1924年2月，加入社会主义青年团。同年5月加入中国共产党。1925年受党组织指派进入莫斯科苏联红军学校。
1926年5月回国后，加入叶挺指挥的独立团，参与北伐，先后参加攻打平江县、岳阳市、汀泗桥、贺胜桥等战役。国共第一次分裂后，进入上海，担任中共中央特科总务科科长，随后改任中共中央军委秘书长、红一方面军政治部组织部部长、红三军团第六师政治部主任、国家政治保卫局局长等职位，参加长征。
1936年，担任中共陕甘省委组织部部长、陕甘工委书记、陕西省委西北军工委书记等职。此后调赴西安，担任中共陕西省委统战部长、宣传部长。
1945年出席中国七大。第二次国共内战，他出任冀辽分局秘书长、旅大地委书记等。
中华人民共和国成立后，担任中共旅大市委书记兼市长。之后，再升任中共黑龙江省委第一书记兼黑龙江省省长，期间为大庆油田定名，并组织大庆油田生产。1956年在中共八大当选中央委员会委员。
文化大革命期间，受到迫害，之后升任第五届全国政协副主席和第五届全国人民代表大会常务委员会委员。
1978年5月15日，欧阳钦在北京病逝。